# László Szabó (šachista)
László Szabó (19. března 1917 – 8. srpna 1998) byl maďarský šachový velmistr.
Narodil se v Budapešti. Na mezinárodní šachovou scénu vtrhl v roce 1935 ve věku 18 let, kdy vyhrál Maďarské šachové mistrovství, mezinárodní turnaj v Tatatóváros, a byl vybrán, aby reprezentoval svou zemi na 6. šachové olympiádě ve Varšavě. Diváci na olympiádě obdivovali mladíkův talent pro útočný styl, který byl v rozporu s defenzivním, pozičním stylem jeho krajanů. Má se za to, že mladý Szabó studoval pod vedením Gézy Maróczyho, tehdy patriarchální postavy maďarského šachu, který dříve trénoval budoucí mistry světa Maxe Euweho a Věru Menčíkovou.
Před druhou světovou válkou přišly další úspěchy, včetně vítězství na Hastings International Chess Congress 1938/39 (turnaj, se kterým byl Szabó později dlouho spjat). V pracovním životě započal kariéru bankéře na devizovém trhu.
Po vypuknutí války byl odveden na nucené práce a později zajat ruskými vojáky, kteří ho drželi jako válečného zajatce. Po válce se vrátil k šachu a účastnil se mnoha velkých mezinárodních akcí. Skončil pátý na velmi obtížném turnaji Groningen 1946, kterého se účastnili i Botvinnik, Euwe, Smyslov, Najdorf, Boleslavsky a Kotov. Na mezipásmovém turnaji 1948 v Saltsjöbaden skončil druhý za Bronštejnem a získal první místo v Hastings 1947/48, Budapešti 1948 a Hastings 1949/50. Díky podílu na pátém místě na mezipásmovém turnaji v Saltsjöbadene 1952 a v Göteborgu 1955 byla každá z jeho účastí dost silná, aby mu zajistila místo v odpovídajícím turnaji kandidátů. Nejblíže k titulu mistra světa se Szabó dostal na svém třetím a posledním turnaji kandidátů v Amsterdamu v roce 1956, kde se dělil o třetí místo s Bronštejnem, Gellerem, Petrosjanem a Spasským za Smyslovem a Keresem.
Během šedesátých a sedmdesátých let dále exceloval na mezinárodní scéně: první v Záhřebu 1964, první v Budapešti 1965 (s Polugajevským a Tajmanovem), první v Sarajevu 1972, první v Hilversumu 1973 (s Gellerem), a podíl na prvním místě v Hastings 1973/74 (s Gennadijem Kuzminem, Timmanem a Talem).
Celkem reprezentoval Maďarsko na jedenácti šachových olympiádách, hrál zahajovací partii v pěti případech a předvedl mnoho medailových utkání. V roce 1937 získal týmové stříbro i stříbrnou medaili jednotlivců, v roce 1952 individuální bronz, v roce 1956 týmový bronz a v roce 1966 týmový bronz a individuální stříbro.
Szabó byl po téměř dvacet let nejlepším hráčem v Maďarsku (nakonec kolem 1963/64 přemožen Lajosem Portischem), na špičce své kariéry byl jedním z 12 nejlepších hráčů na světě.
Jeho rodina darovala kompletní Szabóovu šachovou knihovnu a jeho dokumenty Sbírce šachu a dámy Johna G. Whitea v clevelandské veřejné knihovně. Sbírka šachu a dámy Johna G. Whitea je největší šachovou knihovnou na světě (32,568 svazků knih a seriálů, včetně 6,359 svazků vázaných periodik).